# Inog a világ
Az Inog a világ az Edda Művek 31. albuma, amely a 2012-es világvége-jelenséghez kapcsolódik. Az együttes énekese, Pataky Attila a világvége jóslatot úgy értelmezte, hogy „A rejtőzködő felső kaszt eltűnik. Az a lószar, amire rá van nyomva, hogy pénz, meg fog szűnni. Nekik jön a világvége, ők kapnak büntetést, az tutkó.” Az Ott várj rám című dalt a Minimax és Megamax televíziócsatornák „Zenével a gyermekekért” kampányához írták. 2012. december 28-án mutatták be az albumot a Papp László-sportarénában.

## Számok listája
1. Inog a világ (4:16)
2. Hinned kell (4:34)
3. Boszorkánytánc (4:28)
4. Szeress és.. (4:33)
5. Séta a múltban (5:01)
6. Elcsalt életünk (4:26)
7. Ezt is elk... (3:56)
8. Mondd meg testvér (4:26)
9. Fuss, fuss csak el (3:06)
10. Könnyek az esőben (3:51)
11. Látod édes (3:28)
12. Ott várj rám (3:23)
13. Egy rész a szívemből (5:24)
14. Aranyország kapujában (4:39)

## Zenészek
- Alapi István – szólógitár, vokál
- Kicska László – basszusgitár
- Gömöry Zsolt – billentyűs hangszerek, vokál
- Pataky Attila – ének, dalszövegek
- Hetényi Zoltán – dobok

Játékidő: kb. 59 perc